# Will Estes
Will Estes (Los Angeles, 21 oktober 1978), geboren als William Estes Nipper, is een Amerikaans acteur.

## Biografie
Estes heeft de high school doorlopen aan een privéschool en haalde zijn diploma in 1996. Hierna ging hij studeren aan de Santa Monica College in Santa Monica (Californië) en haalde zijn diploma in Engelse literatuur.

## Filmografie

### Films
Uitgezonderd korte films.
- 2015 Anchors - als Dylan
- 2013 Automotive – als Kansas
- 2013 Line of Duty – als de dealer
- 2012 The Dark Knight Rises – als Simon Jansen
- 2012 Shadow of Fear – als Morgan Pierce
- 2011 Magic Valley – als Jimmy Duvante
- 2008 Squeegees – als Pee-Wee Machachi
- 2005 The Dive from Clausen's Pier – als Mike Mayer
- 2004 See You in My Dreams – als Ben
- 2002 May – als Chris
- 2001 New Port South – als Chris
- 2001 Mimic 2 – als Nicky
- 2001 The Familiar Stranger – als Ted Welsh
- 2000 Terror Tract – als Sean Goodwin
- 2000 U-571 – als matroos Ronald Parker
- 1999 Blue Ridge Fall – als Taz
- 1995 Brothers' Destiny – als Michael Murphy
- 1993 Rhythm & Jam – als kind op straat
- 1993 Once Upon a Forest – als Willy (stem)
- 1993 When Love Kills: The Seduction of John Hearn – als Gary Black
- 1993 Jonny's Golden Quest – als Jonny Quest
- 1991 Dutch – als Teddy
- 1990 Menu for Murder – als Chad Henshaw
- 1990 Miracle Landing – als David Kornberg

### Televisieseries
Uitgezonderd eenmalige gastrollen.
- 2010 – 2024 Blue Bloods – als Jamie Reagan – 293 afl.
- 2005 – 2006 Reunion – als Will Malloy – 13 afl.
- 2002 – 2005 American Dreams – als JJ Pryor – 61 afl.
- 1999 – 2000 7th Heaven – als Andrew Nayloss – 5 afl.
- 1998 Kelly Kelly – als Sean Kelly – 7 afl.
- 1997 – 1998 The Secret World of Alex Mack – als Hunter Reeves – 5 afl.
- 1997 Meego – als Trip Parker – 12 afl.
- 1995 – 1996 Kirk – als Cory Hartman – 31 afl.
- 1994 – 1995 Boy Meets World – als Alex – 2 afl.
- 1995 Full House – als Andrew – 2 afl.
- 1993 It Had to Be You – als Christopher Quinn – 6 afl.
- 1989 – 1992 The New Lassie – als Will McCullough – 32 afl.
- 1984 Santa Barbara – als Brandon DeMott Capwell - ? afl.

- Biblioteca Nacional de España: XX1505774
- Bibliothèque nationale de France: cb14581004v (data)
- International Standard Name Identifier: 0000 0001 1451 0376
- Library of Congress Control Number: no2004102764
- Virtual International Authority File: 87231946
- WorldCat: E39PBJdctwmG4DHQhf9dXdV6Kd